# Требиц
Требиц (нем. Trebitz) — община в Германии, в земле Саксония-Анхальт. 
Входит в состав района Виттенберг. Подчиняется управлению Куррегион Эльбе-Хайделанд.  Население составляет 1282 человека (на 31 декабря 2006 года). Занимает площадь 23,75 км².